# Eutimalphes pretiosa
Eutimalphes pretiosa är en nässeldjursart som beskrevs av Ernst Haeckel 1879. Eutimalphes pretiosa ingår i släktet Eutimalphes och familjen Eirenidae. Inga underarter finns listade i Catalogue of Life.